# Effet Golem
Pour les articles homonymes, voir Golem.
L’effet Golem est un phénomène psychologique mettant en œuvre une prophétie autoréalisatrice dans laquelle des attentes moins élevées placées sur un individu le conduisent à de moins bonnes performances. C'est l'inverse de l'effet Pygmalion qui induit des performances supérieures d'un sujet sous l'effet d'une croyance extrinsèque en sa réussite. Il est notamment étudié dans les milieux éducatifs et organisationnels.